# Saint-Martin-de-Mailloc

Saint-Martin-de-Mailloc este o comună în departamentul Calvados, Franța. În 1 ianuarie 2022 avea o populație de 999 de locuitori.